# Christian Oberbichler
Christian Oberbichler (* 14. srpna 1992 Frauenfeld) je švýcarský rychlobruslař.
Od roku 2008 startoval ve Světovém poháru juniorů a pravidelně závodil také na juniorských světových šampionátech. V seniorském Světovém poháru debutoval v roce 2014. Na svém premiérovém Mistrovství Evropy 2020 získal bronzovou medaili v týmovém sprintu, v téže disciplíně se na Mistrovství světa 2020 umístil se švýcarským družstvem na páté příčce.